# سهواج
سهواج إحدى قرى مركز أشمون التابع لمحافظة المنوفية بجمهورية مصر العربية.

## التاريخ
ذكر محمد رمزي في كتابه القاموس الجغرافي للبلاد المصرية أن سهواج من القرى القديمة، واسمها الأصلي «سِيُوجة»، حيث ذكرها الإدريسي في كتابه نزهة المشتاق في اختراق الآفاق، وقد تحرّف اسمها عبر الزمان إلى «سهواج» حيث ورد ذكرها بهذا الاسم في مسح الأراضي الذي تم سنة 572هـ/1176م في عهد الملك الناصر صلاح الدين الأيوبي، والذي عُرف بالروك الصلاحي، وهو الاسم الذي ذكره ياقوت الحموي في كتاب «معجم البلدان»، وقال عنها أنها قرية من قرى مصر. ثم وردت بعد ذلك باسمها الحالي في «قوانين ابن مماتي» وفي «تحفة الإرشاد»، وذكرها ابن الجيعان في كتابه «التحفة السنية بأسماء البلاد المصرية»، أنها من الأعمال المنوفية، وأن مساحتها 768 فدان.

## السكان
بلغ عدد سكان سهواج 4,623 نسمة، حسب الإحصاء الرسمي لعام 2006.